# روزنتال ۱۰۰۲۶۸
سیارک ۱۰۰۲۶۸ (به انگلیسی: 100268 Rosenthal، نامگذاری:1994TL16) صد هزار و دویست و شصت و هشتمین سیارک کشف شده‌است که در ۵ اکتبر ۱۹۹۴ کشف شد.